# Caution (album của Mariah Carey)
Caution là album phòng thu thứ 15 của ca sĩ người Mỹ Mariah Carey, phát hành ngày 16 tháng 11 năm 2018 bởi Epic Records. Đây là album phòng thu đầu tiên của cô sau bốn năm kể từ album trước Me. I Am Mariah... The Elusive Chanteuse (2014), đồng thời đánh dấu tác phẩm mới đầu tiên sau khi nữ ca sĩ ký hợp đồng thu âm với Epic vào tháng 1 năm 2015, một công ty con của Sony Music Entertainment. Caution là một đĩa hát R&B, hip hop và pop kết hợp với những yếu tố của EDM, psychedelia và Latin pop, trong đó Carey đảm nhận phần sáng tác của tất cả bài hát trong album. Ngoài ra, cô cũng hợp tác với nhiều nhà sản xuất như Mustard, Skrillex và Fred Ball, bên cạnh sự tham gia góp giọng của Ty Dolla Sign, Slick Rick, Blood Orange và Gunna. 
Sau khi phát hành, Caution nhận được những đánh giá tích cực từ các nhà phê bình âm nhạc, trong đó họ nhìn nhận đĩa hát là một lời khẳng định cho vị thế đỉnh cao trong âm nhạc của Carey. Album cũng gặt hái một số thành công tương đối về mặt thương mại, ra mắt ở vị trí thứ năm trên bảng xếp hạng Billboard 200 với 51,000 đơn vị album tương đương, trở thành album thứ 18 của Carey lọt vào top 10 tại Hoa Kỳ. Ngoài ra, Caution cũng là album quán quân thứ tám của cô trên bảng xếp hạng Top R&B/Hip-Hop Albums khi ra mắt ở vị trí số một. Trên thị trường quốc tế, album vuơn đến top 20 ở Úc, Canada, Croatia và Tây Ban Nha; top 30 ở Nhật Bản, Hy Lạp và Bồ Đào Nha; và top 40 ở Bỉ, Ý, Hà Lan, New Zealand, Thụy Sĩ và Vương quốc Anh.
Hai đĩa đơn đã được phát hành từ Caution là "With You" và "A No No", tuy nhiên không gặt hái nhiều thành công nổi bật trên các bảng xếp hạng. Ngoài ra, "GTFO" và "The Distance" cũng lần lượt được phát hành như những đĩa đơn quảng bá. Kể từ khi phát hành, Caution đã lọt vào danh sách những album xuất sắc nhất năm 2018 bởi nhiều ấn phẩm và tổ chức âm nhạc, như Billboard, Complex và Rolling Stone. Để quảng bá album, Carey bắt tay thực hiện chuyến lưu diễn Caution World Tour, bao gồm 34 buổi diễn và đi qua Bắc Mỹ, Châu Âu, Châu Á và Nam Mỹ, đồng thời tham gia trình diễn ở nhiều chương trình và lễ trao giải lớn như giải thưởng Âm nhạc Mỹ 2018 và giải thưởng Âm nhạc Billboard 2019, nơi cô được trao Giải Biểu tượng.

## Bối cảnh
Tháng 1 năm 2015, sau khi ra mắt album Me. I Am Mariah... The Elusive Chanteuse, Carey ký hợp đồng với hãng đĩa Epic Records, một công ty con của Sony Music Entertainment. Cô cho ra mắt album tổng hợp #1 to Infinity, bao gồm các bài hát từng đạt hạng nhất trên bảng xếp hạng Billboard Hot 100 và một đĩa đơn mới "Infinity". Thời gian này, cô cũng có dự án biểu diễn dài hạn tại The Colosseum trong khách sạn Caesars Palace tại Las Vegas. Năm 2017, Carey phát hành đĩa đơn "I Don't" với sự góp mặt của rapper YG, đạt vị trí thứ 89 trên Billboard Hot 100.
Vào tháng 1 năm 2018, Carey xác nhận rằng cô đang bắt tay thực hiện album mới. Cô hoàn tất vào tháng 8 cùng năm, sau khi thu âm xong ca khúc "Caution". Bài hát truyền cảm hứng cho cô, khiến cô quyết định đổi tên album từ "Portrait" thành "Caution".

## Danh sách bài hát
| Caution – Bản tiêu chuẩn | Caution – Bản tiêu chuẩn                                  | Caution – Bản tiêu chuẩn   | Caution – Bản tiêu chuẩn                                                                                                 | Caution – Bản tiêu chuẩn                              | Caution – Bản tiêu chuẩn |
| STT                      | Nhan đề                                                   | Phổ lời                    | Phổ nhạc | Sản xuất                                              | Thời lượng               |
| ------------------------ | --------------------------------------------------------- | -------------------------- | --- | ----------------------------------------------------- | ------------------------ |
| 1.                       | "GTFO"                                                    | Mariah Carey Bibi Bourelly | Carey Paul Jeffries Jordan Manswell Porter Robinson                                                                      | Carey Robinson Nineteen85 Manswell [a]                | 3:27                     |
| 2.                       | "With You"                                                | Carey Charles Hinshaw      | Carey Greg Lawary Dijon McFarlane                                                                                        | Carey Mustard                                         | 3:47                     |
| 3.                       | "Caution"                                                 | Carey Henshaw              | Carey Ernest Wilson Mohamed Sulaiman Luca Polizzi                                                                        | Carey No ID SLMN Luca                                 | 3:15                     |
| 4.                       | "A No No"                                                 | Carey Priscilla Hamilton   | Carey Hamilton Robert Shea Taylor Jeff Lorber Kimberly Jones Christopher Wallace Mason Betha Cameron Giles Andreao Heard | Carey Shea Taylor Jermaine Dupri [b]                  | 3:07                     |
| 5.                       | "The Distance" (hợp tác với Ty Dolla Sign)                | Carey Tyrone Griffin Jr.   | Carey Griffin Jr. Sonny Moore Peder Losnegård Jason Boyd                                                                 | Carey Skrillex Lido Poo Bear                          | 3:27                     |
| 6.                       | "Giving Me Life" (hợp tác với Slick Rick và Blood Orange) | Carey Ricky M.L. Walters   | Carey Devonté Hynes | Carey Hynes                                           | 6:08                     |
| 7.                       | "One Mo' Gen"                                             | Carey                      | Carey Frederick Ball Ebony Oshunrinde Boyd                                                                               | Carey Fred Ball WondaGurl Boyd                        | 3:25                     |
| 8.                       | "8th Grade"                                               | Carey                      | Carey Timothy Mosley Angel Lopez Federico Vindver Larrance Dopson Boyd                                                   | Carey Boyd Timbaland Lopez [a] Vindver [a] Dopson [a] | 4:48                     |
| 9.                       | "Stay Long Love You" (hợp tác với Gunna)                  | Carey Sergio Kitchens      | Carey Jonathan Yip Ray Romulus Jeremy Reeves Ray Charles McCollough II                                                   | Carey The Stereotypes                                 | 3:01                     |
| 10.                      | "Portrait"                                                | Carey                      | Carey Daniel Moore II | Carey Moore II                                        | 4:01                     |
| Tổng thời lượng:         | Tổng thời lượng:                                          | Tổng thời lượng:           | Tổng thời lượng: | Tổng thời lượng:                                      | 38:26                    |

| Caution – Bản tại Nhật và Tái bản nhạc số năm 2022 (track bổ sung) | Caution – Bản tại Nhật và Tái bản nhạc số năm 2022 (track bổ sung) | Caution – Bản tại Nhật và Tái bản nhạc số năm 2022 (track bổ sung) | Caution – Bản tại Nhật và Tái bản nhạc số năm 2022 (track bổ sung) | Caution – Bản tại Nhật và Tái bản nhạc số năm 2022 (track bổ sung) | Caution – Bản tại Nhật và Tái bản nhạc số năm 2022 (track bổ sung) |
| STT                                                                | Nhan đề                                                            | Phổ lời                                                            | Phổ nhạc                                                           | Sản xuất                                                           | Thời lượng                                                         |
| ------------------------------------------------------------------ | ------------------------------------------------------------------ | ------------------------------------------------------------------ | ------------------------------------------------------------------ | ------------------------------------------------------------------ | ------------------------------------------------------------------ |
| 11.                                                                | "Runway"                                                           | Carey Hamilton                                                     | Carey Moore Losnegård                                              | Carey Skrillex Lido                                                | 3:41                                                               |
| Tổng thời lượng:                                                   | Tổng thời lượng:                                                   | Tổng thời lượng:                                                   | Tổng thời lượng:                                                   | Tổng thời lượng:                                                   | 42:07                                                              |

| Caution – Bản nhạc số tại Nhật (track bổ sung) | Caution – Bản nhạc số tại Nhật (track bổ sung) | Caution – Bản nhạc số tại Nhật (track bổ sung) | Caution – Bản nhạc số tại Nhật (track bổ sung) | Caution – Bản nhạc số tại Nhật (track bổ sung) | Caution – Bản nhạc số tại Nhật (track bổ sung) |
| STT                                            | Nhan đề                                        | Phổ lời                                        | Phổ nhạc                                       | Sản xuất                                       | Thời lượng                                     |
| ---------------------------------------------- | ---------------------------------------------- | ---------------------------------------------- | ---------------------------------------------- | ---------------------------------------------- | ---------------------------------------------- |
| 12.                                            | "Runway" (hợp tác với KOHH)                    | Carey Hamilton Kohn                            | Carey Moore Losnegård                          | Carey Skrillex                                 | 3:41                                           |
| Tổng thời lượng:                               | Tổng thời lượng:                               | Tổng thời lượng:                               | Tổng thời lượng:                               | Tổng thời lượng:                               | 45:48                                          |

Ghi chú
- ^a  nghĩa là đồng sản xuất
- ^b  nghĩa là sản xuất bổ sung

Ghi chú nhạc mẫu
- "GTFO" bao gồm đoạn nhạc mẫu "Goodbye to a World" của Porter Robinson.
- "A No No" bao gồm đoạn nhạc mẫu "Rain Dance" của Jeff Lorber Fusion, và "Crush on You" của Lil' Kim hợp tác với The Notorious B.I.G. và Lil Cease.
- "Giving Me Life" chứa lời thoại từ bộ phim Trading Places do Eddie Murphy và James D. Turner thủ vai.
- "Runway" bao gồm đoạn nhạc mẫu "Butterfly" và biến tấu một đoạn từ "We Belong Together", đều của Carey.

## Xếp hạng
| Bảng xếp hạng (2018)                     | Vị trí cao nhất |
| ---------------------------------------- | --------------- |
| Album Úc (ARIA)                          | 15              |
| Album Úc Urban (ARIA)                    | 2               |
| Album Áo (Ö3 Austria)                    | 54              |
| Album Bỉ (Ultratop Vlaanderen)           | 38              |
| Album Bỉ (Ultratop Wallonie)             | 37              |
| Album Canada (Billboard)                 | 15              |
| Album Croatia (HDU)                      | 16              |
| Album Cộng hòa Séc (ČNS IFPI)            | 55              |
| Album Hà Lan (Album Top 100)             | 38              |
| Album Pháp (SNEP)                        | 71              |
| Album Đức (Offizielle Top 100)           | 67              |
| Album Hy Lạp (IFPI)                      | 25              |
| Album Ireland (IRMA)                     | 63              |
| Album Ý (FIMI)                           | 35              |
| Album Nhật Bản (Oricon)                  | 30              |
| Nhật Bản (Billboard Japan)               | 24              |
| Album Lithuania (AGATA)                  | 77              |
| Album New Zealand (RMNZ)                 | 40              |
| Album Bồ Đào Nha (AFP)                   | 22              |
| Album Scotland (OCC)                     | 55              |
| Album Slovakia (ČNS IFPI)                | 55              |
| Album Tây Ban Nha (PROMUSICAE)           | 19              |
| Album Thụy Sĩ (Schweizer Hitparade)      | 35              |
| Album Anh Quốc (OCC)                     | 40              |
| Album Anh Quốc R&B (OCC)                 | 1               |
| Hoa Kỳ Billboard 200                     | 5               |
| Album Hoa Kỳ Top R&B/Hip-Hop (Billboard) | 1               |

| Bảng xếp hạng (2019)                  | Vị trí |
| ------------------------------------- | ------ |
| Hoa Kỳ Top Current Albums (Billboard) | 68     |